# Anomala championi
Anomala championi är en skalbaggsart som beskrevs av Bates 1888. Anomala championi ingår i släktet Anomala och familjen Rutelidae. Inga underarter finns listade i Catalogue of Life.